# Ralstonia pickettii
Ralstonia pickettii — вид протеобактерій родини Burkholderiaceae.

## Назва
Назва роду Ralstonia була дана на честь американської бактеріологині Еріки Ралстон, яка вперше описала типовий вид (під назвою Pseudomonas pickettii). Видовий епітет pickettii названий на честь іншого бактеріолога М. Дж. Пікетта.

## Опис
Грамнегативна ґрунтова бактерія паличкоподібної форми. Трапляється у вологих середовищах, таких як ґрунти, річки та озера. Вид також був виявлений у біоплівках у пластикових водопровідних трубах. Це оліготрофний організм, завдяки чому він здатний виживати в місцях з дуже низькою концентрацією поживних речовин. Декілька штамів показали здатність виживати в середовищах, сильно забруднених металами. Здатність зберігатися в цих суворих умовах робить R. pickettii кандидатом на біоремедіацію.